# Prociphilus pini
Prociphilus pini är en insektsart som först beskrevs av Hermann Burmeister 1835.  Prociphilus pini ingår i släktet Prociphilus och familjen långrörsbladlöss. Inga underarter finns listade i Catalogue of Life.

## Bildgalleri

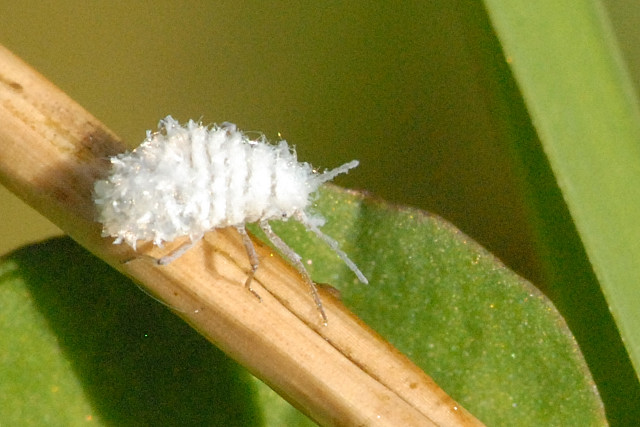